# Шпее, Фридрих
Фридрих Шпее (также Фридрих Шпее фон Лангенфельд, нем. Friedrich Spee; 25 февраля 1591[…], Дюссельдорф — 9 августа 1635, Трир) — немецкий священник-иезуит, преподаватель и автор религиозных гимнов, получивший известность как противник ведовских процессов. Шпее был первым видным деятелем своего времени, который представил авторитетные письменные и устные доводы против пыток, особенно в связи с их ненадёжностью для получения «правды» от истязаемых.
Его имя часто неверно цитируется как «Фридрих фон Шпее», в том числе на памятнике, сооружённом в его родном Кайзерсверте (ныне часть Дюссельдорфа).

## Жизнь

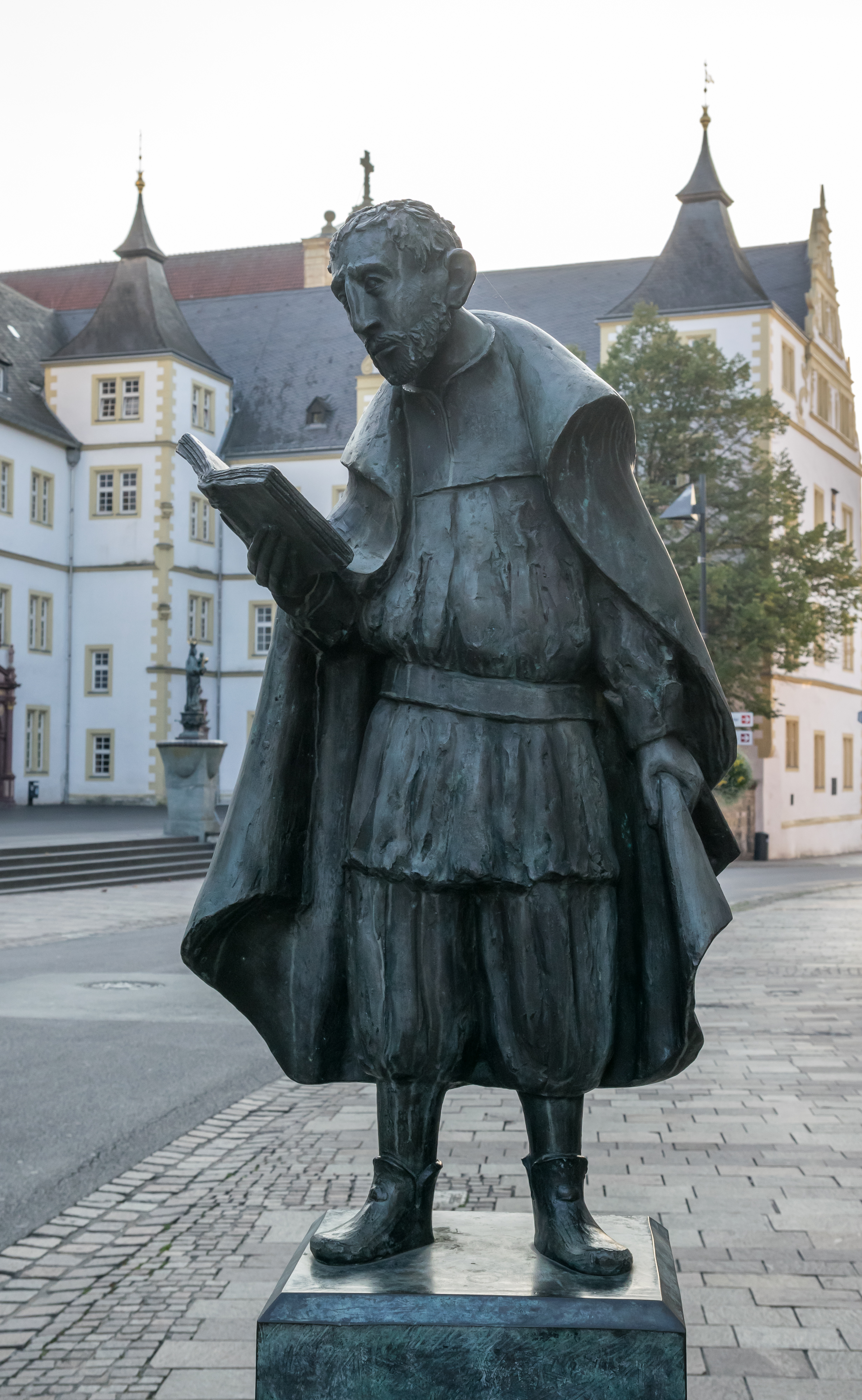
Статуя в Падерборне

Шпее родился в городке Кайзерсверт на Рейне. По завершении начального образования в Кёльне он в 1610 году вступил в Орден иезуитов, и вёл активную исследовательскую и преподавательскую деятельность в качестве учителя в Трире, Фульде, Вюрцбурге, Шпейере, Вормсе и Майнце, где он был рукоположён в сан католического священника в 1622 году. Он стал профессором в университете Падерборна в 1624 году. С 1626 года он преподавал в Шпейере, Везеле, Трире и Кёльне, а также проповедовал в Падерборне, Кёльне и Хильдесхайме.
В 1629 году в Пайне произошло покушение на его жизнь. Он возобновил свою деятельность в качестве профессора и священника в Падерборне, а потом в Кёльне, и в 1633 году был переведён в Трир. Во время штурма города императорскими войсками в марте 1635 года (во время Тридцатилетней войны) он отличился заботой о пострадавших, и вскоре умер от чумы, которой заразился во время обслуживания раненых солдат в госпитале.

## Публикации

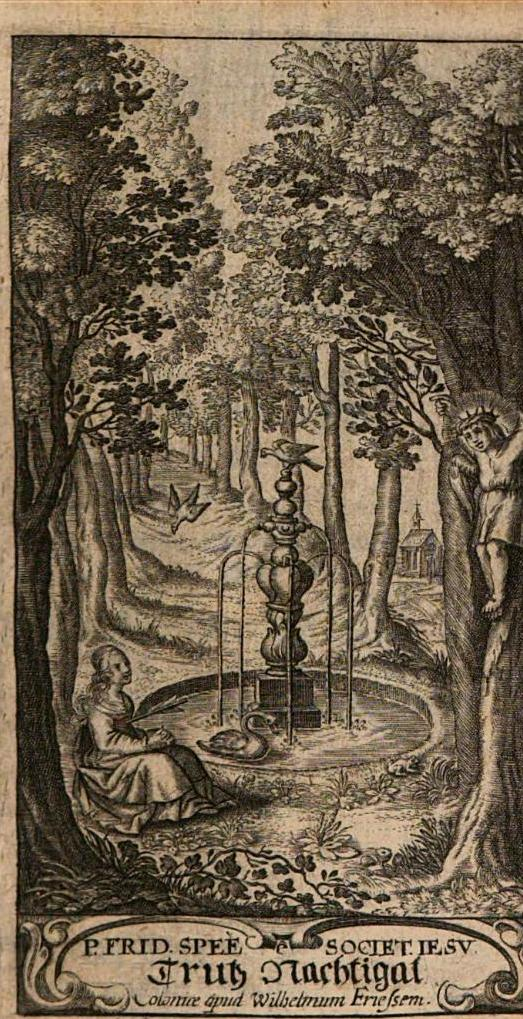
Сборник псалмов Шпее Соперник соловья

Литературная деятельность Шпее была в значительной степени ограничена последними годами его жизни, сведения о которой относительно невелики. Две из его работ были опубликованы только лишь после его смерти: «Золотая книга добродетелей» (Goldenes Tugendbuch), книга о посвящении, которую высоко ценил Лейбниц, и «Соперник Соловья» (Trutznachtigall), сборник 50-60 религиозных гимнов, занимающий видное место среди религиозных текстов XVII века, неоднократно перепечатывавшийся и обновлявшийся по настоящее время.
Его главный труд, «Предостережение обвинителей» (Cautio Criminalis), представляет собой процессуальный анализ обвинения в колдовстве, основанный на его собственном опыте в Вестфалии. Считается, что в течение длительного времени он был «исповедником ведьм» в Вюрцбурге, поскольку, очевидно, он знал о таких вещах, которые представляли собой частные мысли приговорённых. Книга была напечатана на латинском языке в 1631 году в Ринтельне без упоминания имени Шпее или его разрешения. Он не выступал за немедленную отмену судебных процессов по обвинению в колдовстве, но описывал с сарказмом нарушения, сложившиеся в процедуре судебного разбирательства, в частности, использование дыбы. Он требовал реформ в этой сфере, в частности, введения нового немецкого имперского законодательства о ведьмах, и ответственности со стороны судей за возможный ущерб. Если бы все предлагаемые им меры были осуществлены тогда же, они могли бы быстро положить конец массовым преследованиям подозреваемых в колдовстве.
Тем не менее, книга Cautio Criminalis действительно привела к отказу от сожжения ведьм в ряде мест, особенно в Майнце, и к постепенному отказу от подобных процессов. Моральный эффект его публикации был значительным (хотя в основном среди католиков — тогда как среди протестантов, напротив, у преследования ведьм в то время были активные сторонники, такие, как Бенедикт Карпцов). В том же XVII веке книга была переиздана несколько раз, в том числе в переводах. В среде иезуитов, к которым относился Шпее, трактат был воспринят весьма благосклонно. Между прочим, Шпее отметил, что Германия и Англия наверняка имеют больше ведьм и чертей, чем Испания и Италия, поскольку в первых двух произошло гораздо больше сожжений. Это замечание представляло собой явную критику протестантизма в Европе, который, по его мнению, был виновен в ещё больших злоупотреблениях, чем в католических странах. Его книга переиздаётся до настоящего времени.

### Аргументы против пыток

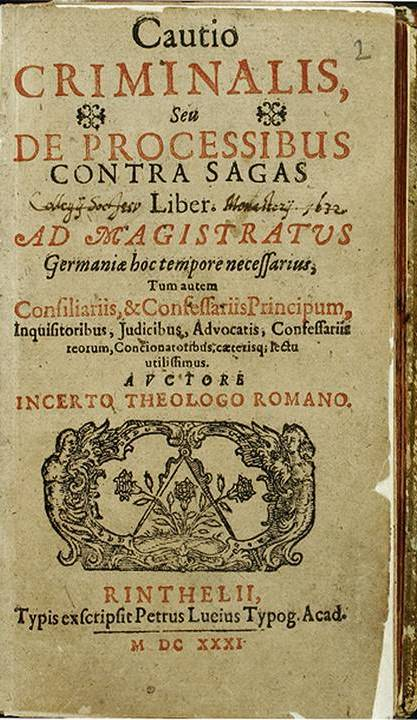
Книга Шпее Предостережение обвинителям, изданная от имени «неизвестного римского богослова»

Предостережение обвинителям содержит 52 вопроса, которые Шпее поставил и на которые попытался ответить. Среди его наиболее значительных заключений были следующие:
- (17) что предполагаемой ведьме должны быть предоставлены адвокат и юридическая защита, а тяжесть преступления делает это право ещё более важным, чем обычно.
- (20) что существует реальный риск того, что невинные признаются в совершении преступлений под пытками просто для того, чтобы остановить боль.
- (25) что осуждение предполагаемых ведьм, не признавшихся под пытками, является абсурдом. Шпее оспаривал мнение, будто такое молчание само по себе было свидетельством колдовства, поскольку в этом случае любой мог быть признан виновным.
- (27) что пытками нельзя добиться истины, поскольку те, кто желают прекратить свои страдания, могут остановить их как правдой, так и ложью.
- (44) что от выдачи «соучастников» «ведьмами», которые подвергались пытками, было мало пользы: либо истязаемая была невиновной, в этом случае у неё не было сообщников, или она действительно была в сговоре с дьяволом, и в таком случае её доносам вообще не следовало доверять.

Шпее был особенно обеспокоен случаями, когда человек был подвергнут пыткам и принуждён к выдаче «сообщников», которых затем пытали и заставляли выдать, в свою очередь, ещё других «сообщников», пока все подряд не оказывались под подозрением:
Многие люди, так активно натравливающие инквизицию против колдунов в своих городах и сёлах, не знают, не замечают и не предвидят, что как только они начинают требовать пыток, каждому истязаемому приходится выдать ещё нескольких. Процессы будут продолжаться, так что в конце концов доносы неизбежно достигнут их самих и их семьи, поскольку, как я уже предупредил выше, конца не будет, пока не сожгут всех. (вопрос 15)
Шпее не оспаривал существование ведьм, и начал свой трактат с утверждения, что ведьмы существуют. Тем не менее, он был очень обеспокоен тем, что невинные люди подвергались пыткам и казням наряду с «настоящими ведьмами», во что он твёрдо верил. Он утверждал (вопрос 13), что Притча о плевелах в Евангелии от Матфея 13:24-30, означает, что некоторые виновные должны быть освобождены с тем, чтобы не осудить случайно невиновных.

### Автор гимнов

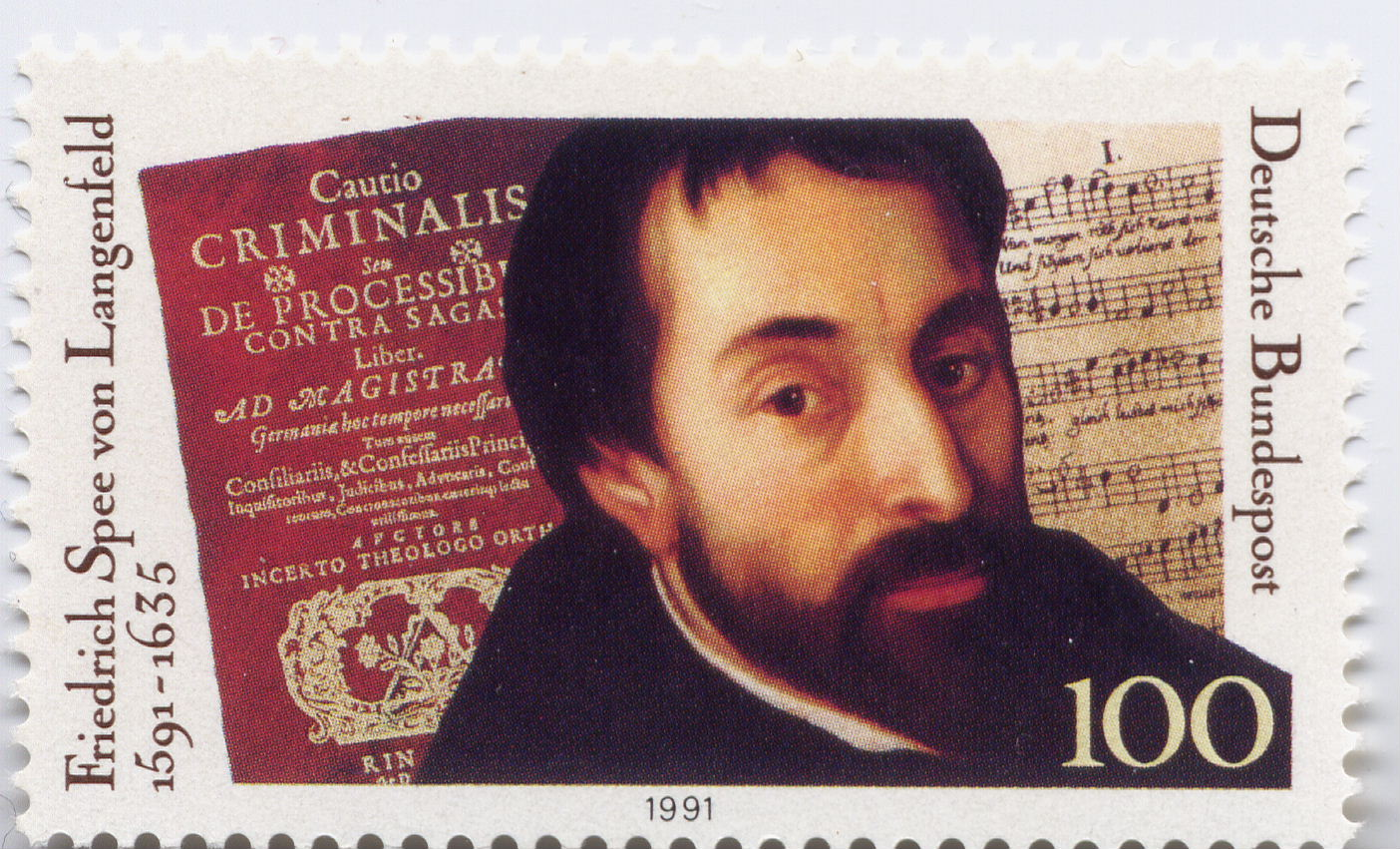
Немецкая почтовая марка в честь 400-летия Шпее (с 1991)

Шпее написал тексты и мелодии десятков религиозных гимнов, и до настоящего времени считается автором большинства немецких католических гимнов, написанных по настоящее время. Хотя при жизни он писал псалмы анонимно, сегодня ему приписывают ряд популярных гимнов, в том числе «O Heiland, reiß die Himmel auf», рождественский гимн «С высоких небес сойди, о Ангел», и пасхальный гимн «Возрадуемся» (последние два с 20-го века известны с английскими текстами).